# Taryfikator (telekomunikacja)

Schematy blokowe taryfikatorów abonenckich przyłączanych szeregowo lub równolegle do linii telefonicznej

Taryfikator – licznik rozmów telefonicznych; programowalne urządzenie przeznaczone do określania opłaty za połączenie telefoniczne, montowane przy lub wbudowane w aparat telefoniczny (taryfikator abonencki) albo w centrali telefonicznej.
Taryfikator abonencki zlicza sygnały telezaliczania (teletaksy) – ciągi impulsów nadawane na częstotliwości 16 kHz (poza pasmem telefonicznym) lub innej, które są wysyłane z centrali telefonicznej synchronicznie z impulsami telefonicznymi podawanymi przez taryfikator zamontowany w centrali. Taka usługa jest oferowana przez wszystkie elektroniczne publiczne centrale. Stosowanie taryfikatorów ma sens wyłącznie w przypadku stosowania taryf opartych na jednostkach taryfikacyjnych.
Taryfikator w centrali telefonicznej (na schematach blokowych jako TX lub TAR) oblicza opłatę za połączenie i przesyła ją do centrum obliczeniowego, docelowo w celu zwiększenia licznika abonenta. Taryfikator wysyła także impulsy które sterują wysyłaniem do abonenta impulsów teletaksy.
W starych systemach central zaliczanie rozmowy było jednorazowe (1 rozmowa = 1 impuls). Aby naliczać opłaty według taryf opartych na jednostkach taryfikacyjnych konieczna była modernizacja central (dołączanie urządzeń dodatkowych).